# 郑州国家森林公园
郑州国家森林公园是一个位于河南省郑州市金水区的国家级生态公园，具有旅游观光和科普教育功能。郑州国家森林公园的前身是于1951年成立的郑州市林场，1992年被中国林业局批准为国家森林公园。总面积6.27平方公里。

## 交通
可在郑州站乘坐39路、21路公交车抵达。